# Raduga Kh-15

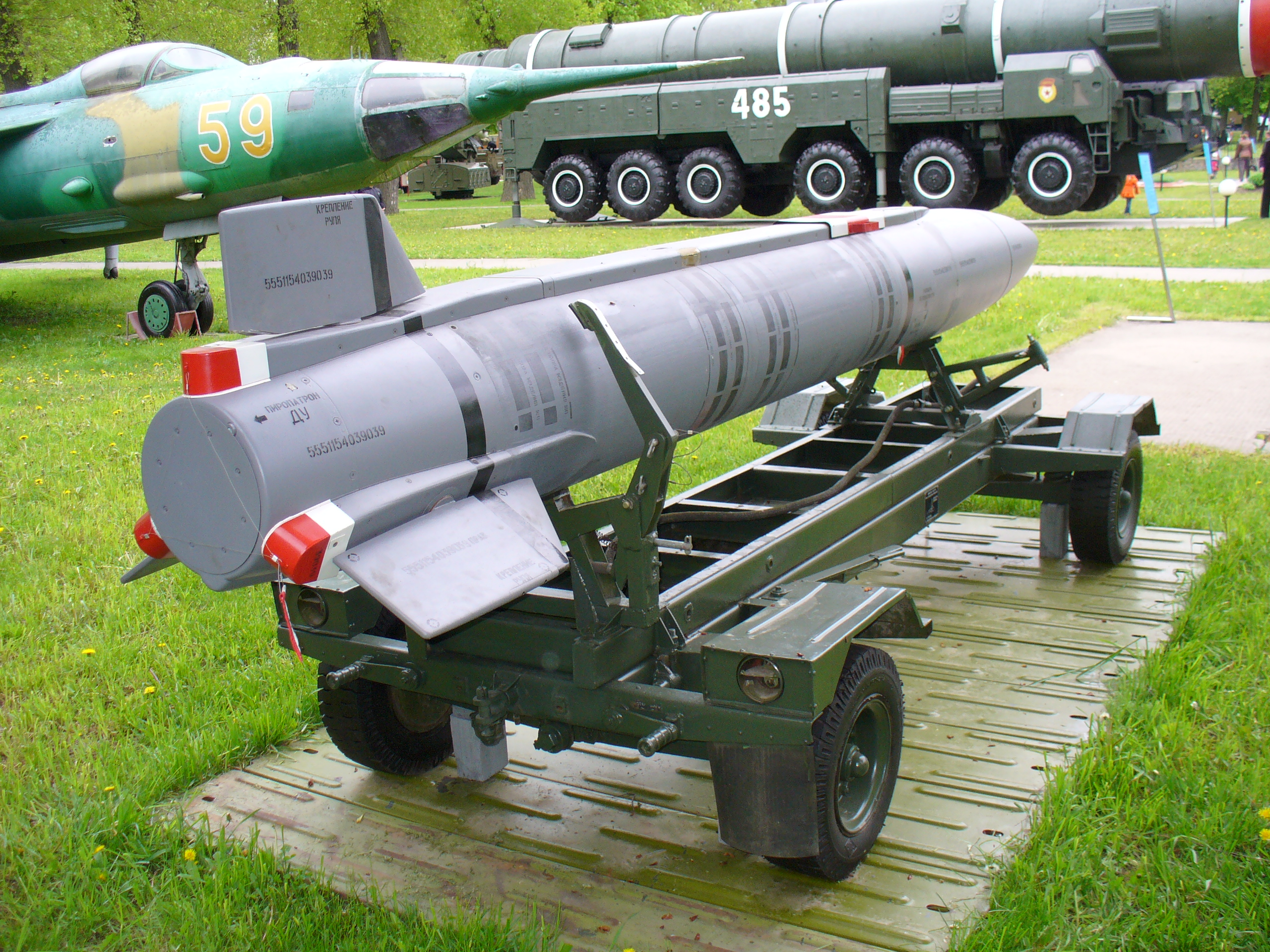
Kh-15 nhìn từ phía sau

Raduga Kh-15 hay RKV-15 (tiếng Nga: Х-15; NATO:AS-16 'Kickback';GRAU:) là một loại tên lửa không đối đất của Nga, được trang bị cho Tupolev Tu-22M và các máy bay ném bom khác. Ban đầu đây là một loại tên lửa hạt nhân tương đương với AGM-69 SRAM của Mỹ, một phiên bản với đầu đạn thông thường cũng đã được phát triển.

## Phát triển
Vào năm 1967, MKB Raduga bắt đầu phát triển Kh-2000 như một vũ khí thay thế cho tên lửa chống hạm Kh-22 (NATO: AS-4 'Kitchen'). Việc phát triển Kh-15 bắt đầu vào đầu thập niên 1970. Độ tinh vi của thiết kế giúp tên lửa có thể thích hợp với các vai trò khác nhau, và một phiên bản mang đầu đạn hạt nhân đã được phát triển trước biến thể trang bị đầu đạn thông thường. Một gói nâng cấp đã bị hủy bỏ vào năm 1991, nhưng các báo cáo năm 1998 nói rằng một phiên bản nâng cấp của Kh-15 có thể trang bị cho máy bay chiến thuật Su-35.

## Thiết kế
Kh-15 đạt độ cao bay khoảng 40,000 m (130,000 ft) và bổ nhào xuống mục tiêu, tốc độ đạt đến khoảng Mach 5.

## Lịch sử hoạt động
Bắt đầu hoạt động vào đầu thập niên 1980. Nó có thể trang bị cho máy bay ném bom Tu-95MS-6 'Bear-H', Tu-22M3 'Backfire C', và Tu-160 'Blackjack'. Tu-22M3 có thể mang 6 tên lửa trên một máy phóng quay MKU-6-1 đặt trong khoang chứa bom, cộng với 4 tên lửa trên 2 mẫu treo dưới cánh, tổng cộng có 10 tên lửa trên một máy bay. Tu-160 có thể mang 2 máy phóng MKU-6-1, tổng cộng mang được 12 tên lửa bên trong.

## Biến thể
- Kh-15 (RKV-15) - Phiên bản đầu tiên với đầu đạn hạt nhân và hệ dẫn đường quán tính.
- Kh-15P - Đầu dò bị động cho nhiệm vụ chống radar.
- Kh-15S - Đầu dò radar chủ động cho nhiệm vụ chống hạm[1].

## Quốc gia sử dụng
- Nga
- Liên Xô - chuyển cho các quốc gia thành viên

## Vũ khí có tính năng tương đương
- Raduga KSR-5 (NATO: AS-6 'Kingfish') - Tên lửa không đối đất (ASM) mang dưới cánh của Tu-22M.
- Kh-59 (NATO: AS-13 'Kingbolt') - Tên lửa không đối đất cho máy bay chiến thuật, tầm phóng 285 km.
- Kh-37 (phiên bản nâng cấp của Kh-35 (NATO: AS-20 'Kayak')) - phiên bản tấn công mặt đất của 'Harpoonski', tầm bắn 250 km.
- AGM-69 SRAM - Tên lửa không đối đất 1000 kg của Hoa Kỳ, tầm bắn 170 km.